# Букач, Лудек
Лудек Букач (чеш. Luděk Bukač; 4 августа 1935, Усти-над-Лабем, Чехословакия — 20 апреля 2019) — чехословацкий хоккеист, чехословацкий и чешский хоккейный тренер. Серебряный и бронзовый призёр чемпионата мира как игрок, чемпион мира 1985 и 1996 года как тренер. Член Зала славы ИИХФ с 2007 года.

## Биография
Лудек Букач начал свою игровую карьеру в пражском клубе ЧЛТК. Также играл за команды «Спарта Прага» и «Дукла Йиглава». После окончания карьеры хоккеиста в 1967 году стал тренером. Добился больших успехов в качестве тренера. Приводил сборные Чехословакии и Чехии к золотым медалям на чемпионатах мира 1985 и 1996 годов соответственно. Является членом Зала славы ИИХФ (с 2007 года) и Зала славы чешского хоккея (с 4 ноября 2008 года). Его сын Лудек Букач-младший (род. 20.06.1967 г.) — известный чешский хоккейный тренер и менеджер.
Умер 20 апреля 2019 года в возрасте 83 лет.

## Достижения

### Игрок
- Чемпион Европы 1961
- Серебряный призёр чемпионата мира 1961
- Бронзовый призёр чемпионата мира и Европы 1963
- Серебряный призёр чемпионата Чехословакии 1967
- Бронзовый призёр чемпионата Чехословакии 1961, 1962 и 1965

### Тренер
- Чемпион мира 1985 и 1996
- Серебряный призёр Олимпийских игр 1984
- Серебряный призёр чемпионатов мира 1982 и 1983
- Бронзовый призёр чемпионата мира 1981
- Бронзовый призёр чемпионата Чехословакии 1968

## Статистика
- Чемпионат Чехословакии — 292 игры, 152 шайбы
- Сборная Чехословакии — 30 игр, 11 шайб[5]
- Всего за карьеру — 322 игры, 163 шайбы